# Глава шећера (приповетка)
Глава шећера је приповетка писца Милована Глишића, која је постала класично приповедно штиво у српској књижевности. Мотив подвале, карактеристичан за овог писца, и у Глави шећера је и те како присутан и карактерише српско друштво и његову стварност у другој половини 19. века. Приповетка је први пут објављена у наставцима у часопису „Отаџбина“, 1875. године.
Глава шећера је приповетка чија је радња једноставна и тече праволинијски. Третира друштвени проблем - корупцију. Описан је процес раслојавања на српском селу у току друге половине деветнаестог века, до којег долази са продором робно-новчане привреде на село. У новим условима српски сељаци се не сналазе, већ пропадају под теретом дугова, а корист од тога имају зеленаши и корумпирани представници власти.

## Радња
Радан Радановић је метафорички представник сеоских људи у Србији. Почетак приповетке обележава сусрет сељака Радована и научника кад он зауставља сељака који вози кочију пуну оруђа и испитује га чему све служе ствари које носи. Ту се исказује пишчев однос према наводним научницима који се баве селом и народним животом, а да тај народ не познају. Писац ту под утицајем руских писаца и свог сеоског порекла истиче љубав према селу и сеоском патријахалном моралу и изражава негодовање према граду. Глишић је био реалиста и о селу је реално говорио, није га идеализовао или улепшавао.
Наставак приповетке се дешава у кафани у Дуброви где се пије и смеје, али и говори о свему што мучи народ. Ту сељак Радан Радановић прича како се одвојио од брата, али није имао пара за кућу па је морао да их позајми од локалног зеленаша Давида и да не зна шта да ради и како ће уопште да врати паре са огромном каматом.
По одласку из кафане на броду, под воденицом Радан угледа црно дете које се попело на кола и одломило комад шећера са главе коју је Радан купио по претходној наруџби капетана Максима Сармашевића. Кад су се зачули први петлови дете је нестало говорећи Радану да се моли Богу и да ће да га упамти.
У другој причи се говори о капетану Сармашевићу који је приказан кроз иронију и осликава представнике власти који су били похлепни и подмитљиви. 
Капетан је са пандуром Ђуком имао уиграну превару. Ђука је изнова и изнова продавао сељацима исту главу шећера коју они као поклон дају капетану јер он не прима мито. Ђука је добијао сваки трећи дукат и био је задовољан тиме. 
Капетан је по околним селима држао говоре у којима би успутно поменуо колико пута је од „драгих му сељака“ добио разне лепе поклоне, а сељаци би се после код Ђуке распитивали шта би то они могли да му купе. Ђука је сваком сељаку, којем је требала нека услуга од капетана, продавао исту главу шећера. И тако у педесет четири села.
Даље се у причи спомиње сцена на слави код зеленаша Давида Узловића где се капетан Сармашевић и Давид договарају и праве план да Радану одузму све шта могу. Давиду се свидео Раданов виноград, а капетану ливада.
Епилог приче се одиграва у кафани Код петла коју је капетан подигао парама од главе шећера. Ту се из разговора Ђуке и његовог познаника Паје сазнаје да је капетан набавио нову главу шећера и новог пандура за свој прњави посао, а да је Ђуки остао дужан 20 дуката од његовог дела. Тад се појављује осуђени Радан који пита за своју децу која раде као најамничари. А онда Ђука прича шта се десило Радану.
Власти су дошле да распродају Раданову имовину и кућу због дуга према Давиду. Радан није могао да издржи и сав бес и озлојеђеност су се испољили у том тренутку и он улази у кућу и убија Давида након чега је он осуђен на робију.
Приповетка се завршава као и Раданов живот - суморно.